# ドキばぐ
『ドキばぐ』は柴田亜美の漫画作品。『週刊ファミ通』で連載中。
タイトルの由来は、セガ（後のセガ・インタラクティブ）からリリースされたアーケードゲームの『ばくばくアニマル』から。元々は柴田が締め切りに追われており仮題の予定だったとの事である。

## 概要
内容は、ゲーム業界のレポート漫画である。柴田がゲームをプレイした様子のレポートや、ゲーム会社への取材のレポートなどを1話4ページのフルカラー漫画で描いている。その他、新作のゲームのパロディや、新作ゲームをテーマにした無理難題を作者らが対応していく内容のギャグ漫画を描いた。
元々、『週刊ファミ通』にてストーリー漫画『ジャングル少年ジャン』の連載中、1996年8月5日号に同作の番外編として「著者がゲームショウを訪れた際に各社の広報から読者プレゼントのグッズを貰う」というレポート漫画が掲載。以降も不定期で番外編が掲載され、1997年1月3日号より『ジャングル少年ジャン番外編 ドッキンばぐばぐアニマル』というタイトルにて隔週連載がスタートする。2001年10月19日号より、タイトルが長すぎるということもあって省略し、『ドキばぐ』とした。2004年11月26日号より、月1回の連載となる。
2009年1月9日・16日合併号、2009年1月23日号にて2号連続掲載の後、「ファーストシーズン終了」として連載休止。作者の作品の中で一番の長期連載で、『ジャングル少年ジャン』の連載スタートから2009年に連載休止するまで、約13年間に渡る連載となった。休止以降は、2010年3月21日発売の『ファミ通・通巻1111号』（4月1日増刊号）の記念号に新作を掲載し、2012年8月30日発売（9月13日号）から「特別復活編」として不定期掲載を開始。

### ドキばぐ20周年
2017年12月には、『ドキばぐ』の連載開始から20周年を迎えた。
20周年を記念して「8年8か月ぶりの新刊発売」「ファミ通にて3ヶ月連続新作3本掲載」「2017年12月に『ドキばぐ被害者の会決起集会』を開催」といった特別企画が行われることが、2017年9月の『東京ゲームショウ2017』のファミ通ブースにて開催された「柴田亜美トークショー」、および2017年9月24日付の柴田亜美のブログにて発表され、予定通り行われた。2017年12月14日に新刊『ドキばぐ∞』が発売されたが、2012年9月13日号に掲載されていた特別復活編1は小島秀夫が登場した回だが、発売した時点で掲載時の所属企業を退社していたため収録されていない。

## 主な登場人物
柴田亜美
作者本人。普段はタヌキの姿で描かれている。連載初期はタコの姿で描かれることが多かった。作中内で『GTO』作者の藤沢とおると渋谷で飲み明かした際に、藤沢に身体を張って取材していることから当マンガの話は実話なんですかと質問され、このマンガは実話だと涙ながらに発言したことがある。ゲームは好きだが腕は決して良くない。その主な理由はゲームの取扱説明書と長い台詞を読まないから。そのせいで『ファミ通』の編集部に対して『サガ フロンティア2』の事を「世界一の鍛冶屋を目指す物語」と呼んで編集部員に嘲笑された事がある。また、『バイオハザード2』の攻略方法を聞くためにアシスタントに夜中や早朝に電話をかけ、「攻略本を買え」と言われた時「攻略本を買ったら自力でクリアした事にならない」と言い放ちアシスタントから居留守を使われたことがある。
チップス小沢
担当編集者。「チップス小沢」とはファミ通誌内でのライターネームで、本名は小澤繁夫。作中では白いネコの姿で描かれている。連載中に出世し、ファミ通の副編集長と、姉妹雑誌『オトナファミ』『エンタミクス』の編集長を務めた。特別復活編2以降は担当編集からは外れており、また2017年にはカドカワを退社し、2023年現在はトムス・エンタテイメントで執行役員、セガサミーホールディングス・IP事業推進部部長、JadeComiX株式会社・取締役を務めているが、その後も継続して作品に登場している。
漫画の中で「この漫画、実話なんですか?」と質問されるのがつらいと発言した事やろくでなしの柴田の担当をするのは限界だと言った事や格闘ゲームが出来ないから攻略班に入れないで柴田の担当をやっていると言ったことがある。元々はSG-1000の時代から熱心なセガファンであったので彼の自宅には日本では未発売のGENESISNOMADを所有していたり、『MOTHER1+2』発売時、『MOTHER』の思い出を柴田と小沢が振り返った時に『MOTHER』を遊ばずに『ファンタシースターII』にハマっていたことを発言している。しかし『シェンムー』の事を香港マフィアのゲームと勘違いしていたため、ガンコンがいると思っていた。また、『ドキばぐ』の打ち合わせで出た『シェンムー』や『ヴァルキリープロファイル』よりも最優先で『水木しげるの妖怪写真館』の妖怪撮影をやりまくったり、ポケモン図鑑ではなく、水木しげるの妖怪図鑑を持ち歩いていたり、『ゲゲゲの鬼太郎 異聞妖怪奇譚』と『ゲゲゲの鬼太郎 危機一髪!妖怪列島』、『ゲゲゲの鬼太郎 逆襲!妖魔大血戦』を同時にプレイしたこともあるほどの『ゲゲゲの鬼太郎』のファンで、本人曰く「社員証と名刺は持ってこなくても水木しげるの妖怪写真館は離さない」と公言したほどである。2010年に結婚した既婚者で（結婚式の主賓挨拶はヒゲが、乾杯の音頭は柴田がそれぞれ担当）、2012年11月発売のファミ通で掲載された特別復活編5では、スクウェア・エニックスの本社引越し直前の取材当日に妻の出産日とぶつかってしまうという出来事に出くわした。
浜村弘一
エンターブレイン代表取締役社長で、超が付くくらいの阪神タイガースファン。漫画内では何回も殺されるような行為を受けるなどなど、社長（作中の肩書は変酋長）なのに尊敬されていない扱いを受けている。2人からは「ヒゲ」と呼ばれている。たまに、漫画『釣りバカ日誌』の浜ちゃんのような絵柄で登場する。
メタボ池田
特別復活編2から加わった担当編集者。本名は池田信一。そのライターネーム通り、ふくよかな体格をしている。普段は、柴田・小沢と同行したりするが、『オトナファミ』の編集でチップス小沢が参加できない場合は、柴田と一緒に動く。現在はファミ通.comの副編集長。
コンタカオ
2014年1月からの担当編集者。本名は今隆生。普段は、柴田・小沢と同行するが、『オトナファミ』の編集でチップス小沢が参加できない場合は、柴田と同行する。

## エピソード
- 柴田はこの連載が評価され、2001年の第5回日本ゲーム大賞にて、ゲーム業界に貢献した著名人に贈られる「ベストゲーマー賞」を受賞した[9]。
- 本作の「本編」である『ジャングル少年ジャン』は未完である。ゲームメーカーの営業社員やクリエイターを元にしたキャラを登場させた流れから本作に自然に移り変わっていった。
- 作中では事前連絡なしでメーカーを訪問しているように描かれているが、実際は担当の小沢が連絡を取っていた。しかし、社内の休憩所の冷蔵庫を勝手にチェックする、仮眠室を占領する、物を盗もうとする、金庫を開ける、深夜作業のための栄養ドリンク剤を飲む、小島秀夫の好物であり、お中元やお歳暮などの贈答用としてもらったフルーツカルピスの詰め合わせを盗むなどといった傍若無人ぶりは事実らしい[10]。
- エンターブレインのことを、小澤は自分が務めていた会社だとは知らずに江戸川区に新しく出来たコンビニだと勘違いしていたこともある[1]。
- ゲーム業界での人気、知名度は高い。以前浜村と柴田がバンプレストに取材に行った際、とあるブースで一人のバンプレスト社員が「ファンなんです。サインください」と言うと、それを皮切りに「僕もファンです」「私もなんです」と次々とサインを求める人たちが集まり、ミニサイン会のようになったという[10]。
- 柴田はこの連載により、『ファミ通』編集者もめったに会えないような大物ゲームクリエイターとも交流がある。特に仲が良いのが中裕司である。担当の小澤を含め島根、鳥取へ3人旅行もしたことがあり（柴田と小澤が免許を持っていないのでレンタカー運転手はずっと中が担当）、マンガ内に登場したクリエイターでは登場回数が最も多い。中は大島直人と共に柴田が当時居住していた南青山第一マンションズ（当マンションには糸井重里が居住し、ドクター中松が事務所を構えていた[11][12]）に遊びに来た際に、お茶すら出されずに年末進行中の柴田の手伝いをさせられたこともある[4]。また、数年前とあるレストランで開かれた作者の誕生日パーティーには、多数の著名なゲームクリエーターが参加した。その後、作者の自宅で二次会を開いたときには、中裕司、岡本吉起、小島秀夫、松野泰己らが参加し、一緒に『ファンタシースターオンライン』を楽しんだという[10]。
- 2009年1月30日号のファミ通で行われた小島秀夫と名越稔洋との対談で、「僕たちが初めて出会ったのは柴田先生の飲み会に誘われたとき」というエピソードが語られた。また、名越は柴田の紹介で多くのクリエーターと出会えたことから「今考えると柴田先生の功績ってすごい」と語った。
- 漫画の作中で、2000年春に開催された東京ゲームショウの業界日にて柴田が描き下ろしたデザインが描かれたオリジナルのCDキャリングケースを柴田と小澤が100個売りまわった際、『Vジャンプ』の副編集長と『ドリームキャストマガジン』の編集長（つまり他社の編集者）に買ってもらったと発言した事がある。小澤に至っては「オレ、名刺交換もしちゃったヨ」と発言。「実話です」と付け加えられていた[3]。
- ホノルルに存在していたスクウェアのスタジオの開設式に柴田と小沢が取材に行った際、坂口博信は「ファミ通のマンガ家は前向きなマンガを描くように。」と激励のメッセージをパーティーで発言している[12]。
- 1997年にバンプレストが「ファミ通キャラクターズ」というプライズゲーム用景品ぬいぐるみのラインナップに、タコの姿をした柴田亜美が入っている[12]。
- 作中内でテレビ朝日で柴田と小澤が入り待ちをした際、古谷一行に説教された事がある[3]。
- 『スターオーシャン Till the End of Time』を取り上げた回ではそのゲームの発売が急遽延期になったため描き直しが間に合わず、ラスト1ページで場面転換して経緯を述べる白黒ページが載ることになった。この回は単行本でも修正されていない。なお、作者の柴田は後年自身のTwitterで「もしドキばぐで印象に残っている話を聞かれたら、この回を挙げたい」と投稿している[13]。
- 作中内で柴田と小沢が思い出を振り返った際に最高の思い出として水木しげるに取材をした事を挙げている[1]
- 『ファミ通20周年記念イベント』で小島秀夫と中裕司が呼ばれた時に、小島は柴田と小澤に「今にも死にそうに描くのはやめてください」と発言し、浜村も柴田に対してガラスの仮面の月影先生は辞めた方が良いと発言し、その時に中は浜村弘一に対して「柴田と小澤を野放しにしないでください。旅行に連れて行かれた時は柴田と小澤が普通自動車運転免許を取得していないため運転免許を所持している自分が永遠にレンタカーの運転手でした、僕らのようなゲームクリエイターから迷惑だ」と発言している[1]。実際、2023年1月13日のわしゃがなＴＶライブ配信で柴田亜美がゲスト出演した際に「実際ゲーム会社から（漫画内容について）かなり怒られたし、特にスクウェアからはよく怒られていた」と発言している。また、スクウェア・エニックス側もファミ通35周年記念本でスクウェア・エニックスの広報社員の口から「ファミ通とは合併前の両社との間で壮絶な事がたくさんあったと先輩社員からたくさん聞いてきた」と発言している[14]。実際に、ドキばぐの作中内でも「スクウェアの広報さんに叱られる夢を見た」という台詞がある。

## ゲームへのゲスト出演
タヌキとネコのキャラクターで、数々のゲームにゲストキャラとして出演している。
『バーニングレンジャー』（セガ）
隠れキャラクターの要救助者として柴田のみが登場。救助すると、本人直筆のイラストとコメントを見ることができる。また、中裕司、大島直人、松本卓也のイラストも描き下ろしている
『真・女神転生 デビルチルドレン 黒の書・赤の書』（アトラス）
『真・女神転生 デビルチルドレン 白の書』（アトラス）
魔物として登場。『黒の書・赤の書』では、小沢モチーフのキャラクターは「ネコのナマモノ」という名前で登場したが、作中での柴田のタヌキのキャラクターをキツネと勘違いしていたゲーム制作スタッフが、柴田モチーフのキャラクターを「キツネのナマモノ」という名前に設定していた。その後発売された続編『白の書』では修正されて、「タヌキのナマモノ」という名前で登場している。
『エルドラドゲート第7巻』（カプコン）
「番外編の地」という場所で、タヌキとネコのいる部屋がある。
『シャイニングソウルII』（セガ）
とある城の隠し部屋にハマサン、バカタールなどのキャラクターらと共に登場する。柴田の好物の「チゲなべ」を売っている。
『零 紅い蝶』（テクモ）
皆神墓地で「描きつづける女」という地縛霊として登場。タヌキとネコとヒゲの3人が揃っている姿が撮影できる。
また、『街 〜運命の交差点〜』（チュンソフト）に作者が本人役で出演しているが、これは『街 〜運命の交差点〜』の出演者を一般公募するという企画に、『ドキばぐ』とはまったく関係なく作者がプライベートで参加し実現したものである。

## コミックス
ジャングル少年ジャン番外編ドッキンばぐばぐアニマル
- ジャングル少年ジャン番外編ドッキンばぐばぐアニマル ISBN 4-7577-0133-0
- ジャングル少年ジャン番外編ドッキンばぐばぐアニマル2 ISBN 4-7577-0155-1
- ジャングル少年ジャン番外編ドッキンばぐばぐアニマル3 ISBN 4-7577-0058-X

ドキばぐ
- ドキばぐ1・崖っぷちでハロー編 ISBN 4-7577-0593-X
- ドキばぐ2・ヒゲ蟲ぶらりんしゃん編 ISBN 4-7577-1253-7
- ドキばぐ3・緑のストーカー編 ISBN 4-7577-1804-7
- ドキばぐ4・3年B組ヒゲ八先生編 ISBN 4-7577-2967-7
- ドキばぐ5・1stシーズン終了編 ISBN 4-7577-4759-4
- ドキばぐ∞ ISBN 978-4-0473-3292-8